# جون ديفيدسون (كاتب)
جون ديفيدسون (بالإنجليزية: John Davidson)‏ هو كاتب بريطاني، ولد في 1944.

## وصلات خارجية
- الموقع الرسمي